# Seven Days in Utopia
Seven Days in Utopia è un film del 2011 diretto da Matt Russell.
Film sportivo con protagonisti Robert Duvall, Lucas Black e Melissa Leo tratto dal romanzo Golfs Sacred Journey: Seven Days at the Links of Utopia di David Lamar Cook che è anche sceneggiatore del film.

## Trama
Luke Chisolm, è un giovane golfista di talento che si appresta a partecipare al suo primo torneo importante. Ma quando il torneo si rivela un disastro, Luke fugge e si ritrova bloccato in Utopia, Texas, dove incontra l'eccentrico proprietario di ranch Johnny Crawford. Luke è colpito, dai modi di fare di Johnny e arriva a mettere in discussione non solo le sue scelte passate, ma anche il suo futuro.

## Distribuzione
Il film è uscito nelle sale statunitensi il 2 settembre 2011.